# Звід пам′яток історії та культури України: Полтавська область. Решетилівський район
Звід пам'яток історії та культури України: Полтавська область. Решетилівський район — видання у серії публікацій «Звід пам'яток історії та культури України: Полтавська область», про багатство культурно-історичної спадщини, а також про природоохоронні об'єкти, що знаходяться на території Решетилівського району Полтавської області.
| № пп | Населений пункт           | Назва об'єкту | Тип 1       | Тип 2   | Тип 3       |
| ---- | ------------------------- | --- | ----------- | ------- | ----------- |
| 1    | Решетилівка смт           | Селище, епоха бронзи, черняхівська культура (археол.) | археологія  |         |             |
| 2    | Решетилівка смт           | Селище, епоха бронзи (археол.) | археологія  |         |             |
| 3    | Решетилівка смт           | Місцезнаходження, епоха бронзи (археол.) | археологія  |         |             |
| 4    | Решетилівка смт           | Курганний могильник (археол.) | археологія  |         | курган      |
| 5    | Решетилівка смт           | Курганний могильник (археол) | археологія  |         | курган      |
| 6    | Решетилівка смт           | Курганний могильник (археол.) | археологія  |         | курган      |
| 7    | Решетилівка смт           | Курганний могильник (археол.) | археологія  |         | курган      |
| 8    | Решетилівка смт           | Курган (археол.) | археологія  |         | курган      |
| 9    | Решетилівка смт           | Курган (археол.) | археологія  |         | курган      |
| 10   | Решетилівка смт           | Курган (археол.) | археологія  |         | курган      |
| 11   | Решетилівка смт           | Курган (археол.) | археологія  |         | курган      |
| 12   | Решетилівка смт           | Братська могила учасників Громадянської війни, військовополонених радянських воїнів, жертв фашизму, пам’ятні знаки полеглим землякам, воїнам-інтернаціоналістам, алея героїв (іст.) | історія     |         | (1941-1945) |
| 13   | Решетилівка смт           | Місце бою М. В. Фрунзе з формуваннями Н. І. Махна (іст.) | історія     |         |             |
| 14   | Решетилівка смт           | Місце загибелі Олексія Кириловича Василенка, 1943 (іст.) | історія     |         |             |
| 15   | Решетилівка смт           | Могила Віталія Петровича Пустовара, 1980 (іст.) | історія     |         | могила      |
| 16   | Решетилівка смт           | Могила Ігоря Миколайовича Веклича, 1988 (іст.) | історія     |         | могила      |
| 17   | Решетилівка смт, кладов.  | Могила Олексія Кириловича Василенка, 1943 (іст.) | історія     |         | могила      |
| 18   | Решетилівка смт           | Пам’ятник трудової слави - трактор «Універсал» (іст.) | історія     | техніка |             |
| 19   | Решетилівка смт           | Пам’ятний знак жертвам голодомору 1932-1933 та політичних репресій 1920 - поч. 1950 рр. (іст.)                                                                                      | історія     |         | (1932-1933) |
| 20   | Решетилівка смт           | Місце поховання жертв Голодомору 1932 - 1933 рр. (іст.) | історія     |         | (1932-1933) |
| 21   | Решетилівка смт           | Пам’ятний знак на честь 60-річчя визволення Решетилівщини від німецької окупації (іст.)                                                                                             | історія     |         | (1941-1945) |
| 22   | Решетилівка смт           | Пам’ятний знак на честь воїнів 3-ї танкової бригади (іст.) | історія     |         | (1941-1945) |
| 23   | Решетилівка смт           | Пам’ятний знак на честь загиблих правоохоронців, (іст.) | історія     |         |             |
| 24   | Решетилівка смт           | Пам’ятний знак полеглим землякам (іст.) | історія     |         | (1941-1945) |
| 25   | Решетилівка смт,          | Пам’ятник Володимиру Іллічу Леніну (іст). | історія     |         | ленін       |
| 26   | Решетилівка смт           | Пам’ятник Олексію Максимовичу Горькому (іст.) | історія     |         |             |
| 27   | Решетилівка смт           | Пам’ятник загиблим в Афганістані (іст.) | історія     |         |             |
| 28   | Решетилівка смт           | Пам’ятний знак жертвам Чорнобильської трагедії (іст.) | історія     |         | ЧАЕС        |
| 29   | Решетилівка смт,          | Пам’ятник Тарасу Григоровичу Шевченку (іст.) | історія     |         | Шевченко    |
| 30   | Решетилівка смт           | Приміщення килимового цеху фабрики художніх виробів (іст.) | історія     |         |             |
| 31   | Решетилівка смт           | Приміщення профтехучилища № 52, в якому навчався Ігор Миколайович Веклич (іст.) | історія     |         |             |
| 32   | Решетилівка смт           | Приміщення школи, в якій навчався Віталій Петрович Пустовар, Ігор Миколайович Веклич. Дошка в пам’ять Івана Леонідовича Олійника (іст.)                                             | історія     |         |             |
| 33   | Андріївка с.              | Курганний могильник (арх.) | археологія  |         | курган      |
| 34   | Андріївка с.              | Курганний могильник (арх.) | археологія  |         | курган      |
| 35   | Андріївка с.              | Курган (арх.) | археологія  |         | курган      |
| 36   | Бабичі с.                 | Селище, доба бронзи (археол.) | археологія  |         |             |
| 37   | Бабичі с.                 | Місцезнаходжння, доба бронзи (археол.) | археологія  |         |             |
| 38   | Бабичі с.                 | Курган (археол.) | археологія  |         | курган      |
| 39   | Бабичі с.                 | Курган (археол.) | археологія  |         | курган      |
| 40   | Бакай с.                  | Курган (археол.) | археологія  |         | курган      |
| 41   | Березняки с.              | Селище, доба бронзи, черняхівська культура (археол.) | археологія  |         |             |
| 42   | Березняки с.              | Курганний могильник (археол.) | археологія  |         | курган      |
| 43   | Березняки с.              | Курган (археол.) | археологія  |         | курган      |
| 44   | Березняки с.              | Курган (археол.) | археологія  |         | курган      |
| 45   | Білоконі с.               | Поселання, доба бронзи, раннє середньовіччя (археол.) | археологія  |         |             |
| 46   | Білоконі с.               | Пам’ятний знак полеглим землякам (іст.) | історія     |         | (1941-1945) |
| 47   | Бойки с. (зняте з обліку) | Поселення, епоха бронзи, ранній залізний вік, раннє середньовіччя (археол.) | археологія  |         |             |
| 48   | Браїлки с.                | Курган (археол.) | археологія  |         | курган      |
| 49   | Братешки с.               | Курганний могильник (археол.) | археологія  |         | курган      |
| 50   | Братешки с.               | Курган (археол.) | археологія  |         | курган      |
| 51   | Братешки с.               | Курган (археол.) | археологія  |         | курган      |
| 52   | Братешки с.               | Братська могила радянських воїнів, 1941, 1943, пам’ятний знак полеглим землякам (іст.)                                                                                              | історія     |         | (1941-1945) |
| 53   | Бузинівщина с.            | Курган (археол.) | археологія  |         | курган      |
| 54   | Великий Бакай с.          | Дуб черешчатий - ботанічна пам’ятка природи місцевого значення (природа) | природа     |         | дуби        |
| 55   | Ганжі с.                  | Курганний могильник (археол.) | археологія  |         | курган      |
| 56   | Ганжі с.                  | Курганний могильник (археол.) | археологія  |         | курган      |
| 57   | Ганжі с.                  | Курганний могильник (археол.) | археологія  |         | курган      |
| 58   | Ганжі с.                  | Курган (археол.) | археологія  |         | курган      |
| 59   | Глибока Балка с.          | Селище, доба бронзи (археол.) | археологія  |         |             |
| 60   | Глибока Балка с.          | Місцезнаходження, доба неоліту - бронзи (археол.) | археологія  |         |             |
| 61   | Глибока Балка с.          | Курганний могильник (археол. | археологія  |         | курган      |
| 62   | Глибока Балка с.          | Курган (археол.) | археологія  |         | курган      |
| 63   | Глибока Балка с.          | Курган (археол.) | археологія  |         | курган      |
| 64   | Глибока Балка с.          | Курган (археол.) | археологія  |         | курган      |
| 65   | Глибока Балка с.          | Братська могила радянських воїнів, 1941, 1943, пам’ятний знак полеглим землякам (іст.)                                                                                              | історія     |         | (1941-1945) |
| 66   | Голуби с.                 | Курганний могильник (археол.) | археологія  |         | курган      |
| 67   | Голуби с.                 | Курган (археол.) | археологія  |         | курган      |
| 68   | Демидівка с.              | Щербаки, ландшафтний заказник місцевого значення (природа) | природа     |         |             |
| 69   | Демидівка с.              | Новодиканський, ботанічний заказник місцевого значення (природа) | природа     |         |             |
| 70   | Демидівка с.              | Поселення, черняхівська культура (III - V ст. н.е.), пеньківська культура (V - VII ст. н.е.) (археол.)                                                                              | археологія  |         |             |
| 71   | Демидівка с.              | Курганний могильник (археол.) | археологія  |         | курган      |
| 72   | Демидівка с.              | Курганний могильник (археол.) | археологія  |         | курган      |
| 73   | Демидівка с.              | Курган (археол.) | археологія  |         | курган      |
| 74   | Демидівка с.              | Братська могила радянських воїнів, 1941, 1943, пам’ятний знак полеглим землякам (іст.)                                                                                              | історія     |         | (1941-1945) |
| 75   | Дмитренки с.              | Курганний могильник (археол.) | археологія  |         | курган      |
| 76   | Дмитренки с.              | Курганний могильник (археол.) | археологія  |         | курган      |
| 77   | Дмитренки с.              | Курганний могильник (археол.) | археологія  |         | курган      |
| 78   | Долина с.                 | Селище, доба бронзи, черняхівська культура (археол.) | археологія  |         |             |
| 79   | Долина с.                 | Поселення 1, ранній заліжний вік (археол.) | археологія  |         |             |
| 80   | Долина с.                 | Поселення 2, ранній залізний вік (археол.) | археологія  |         |             |
| 81   | Долина с.                 | Курганний могильник (археол.) | археологія  |         | курган      |
| 82   | Дружба с.                 | Курганний могильник (археол.) | археологія  |         | курган      |
| 83   | Дружба с.                 | Курган (археол.) | археологія  |         | курган      |
| 84   | Жовтневе с.               | Селище, черняхівська культура (археол.) | археологія  |         |             |
| 85   | Жовтневе с.               | Курганний могильник (археол.) | археологія  |         | курган      |
| 86   | Жовтневе с.               | Курганний могильник (археол.) | археологія  |         | курган      |
| 87   | Жовтневе с.               | Курганний могильник (археол.) | археологія  |         | курган      |
| 88   | Жовтневе с.               | Курган (археол.) | археологія  |         | курган      |
| 89   | Жовтневе с.               | Курган (археол.) | археологія  |         | курган      |
| 90   | Жовтневе с.               | Місце поховання, пам’ятний знак жертвам Голодомору 1932 - 1933 рр. (іст.) | історія     |         | (1932-1933) |
| 91   | Жовтневе с.               | Братська могила радянських воїнів, жертв фашизму, пам’ятник землякам (іст.) | історія     |         | (1941-1945) |
| 92   | Жовтневе с.               | Могила Федора Марковича Юрченка (іст.) | історія     |         | могила      |
| 93   | Жовтневе с.               | Пам’ятник трудової слави - трактор ХТЗ (іст.) | історія     | техніка |             |
| 94   | Каленики с.               | Каленики І, поселення і селище, доба бронзи, черняхівська культура (друга чверть І тис. н.е.) (археол.)                                                                             | археологія  |         |             |
| 95   | Каленики с.               | Каленики II, місцезнаходження, епоха бронзи (археол.) | археологія  |         |             |
| 96   | Каленики с.               | Курганний могильник (археол.) | археологія  |         | курган      |
| 97   | Каленики с.               | Курганний могильник (археол.) | археологія  |         | курган      |
| 98   | Каленики с.               | Курганний могильник (археол.) | археологія  |         | курган      |
| 99   | Каленики с.               | Курган (археол.) | археологія  |         | курган      |
| 100  | Каленики с.               | Курган (археол.) | археологія  |         | курган      |
| 101  | Каленики с.               | Курган (археол.) | археологія  |         | курган      |
| 102  | Каленики с.               | Курган (археол.) | археологія  |         | курган      |
| 103  | Каленики с.               | Курган (археол.) | археологія  |         | курган      |
| 104  | Каленики с.               | Братська могила підпільників, 1943 (іст.) | історія     |         | (1941-1945) |
| 105  | Каленики с.               | Пам’ятний знак жертвам голодомору 1932 - 1933 (іст.) | історія     |         | (1932-1933) |
| 106  | Каленики с.               | Пам’ятний знак полеглим землякам (іст.) | історія     |         | (1941-1945) |
| 107  | Каленики с.               | Пам’ятний знак полеглим землякам (іст.) | історія     |         | (1941-1945) |
| 108  | Каленики с.               | Пам’ятник Володимиру Іллічу Леніну (іст.) | історія     |         | ленін       |
| 109  | Колотії с.                | Курган (арх.) | археологія  |         | курган      |
| 110  | Колотії с.                | Курган (арх.) | археологія  |         | курган      |
| 111  | Колотії с.                | Пам’ятний знак полеглим землякам (іст.) | історія     |         | (1941-1945) |
| 112  | Колотії с.                | Пам’ятник Володимиру Іллічу Леніну (іст.) | історія     |         | ленін       |
| 113  | Коржі с.                  | Дуб черешчатий, ботанічна пам’ятка природи місцевого значення (природа) | природа     |         |             |
| 114  | Коржі с.                  | Курган (археол.) | археологія  |         | курган      |
| 115  | Коржі с.                  | Курган (археол.) | археологія  |         | курган      |
| 116  | Коржі с.                  | Курган (археол.) | археологія  |         | курган      |
| 117  | Кривки с.                 | Селище доби бронзи (археол.) | археологія  |         |             |
| 118  | Кривки с.                 | Могила Івана Тимофійовича Бабича, пам’ятний знак полеглим землякам (іст.) | історія     |         | (1941-1945) |
| 119  | Крохмальці с.             | Курган (археол.) | археологія  |         | курган      |
| 120  | Крохмальці с.             | Курган (археол.) | археологія  |         | курган      |
| 121  | Крохмальці с.             | Курган (археол.) | археологія  |         | курган      |
| 122  | Крохмальці с.             | Курган (археол.) | археологія  |         | курган      |
| 123  | Кузьменки с.              | Кузьменки, ландшафтний заказник місцевого значення(природа) | природа     |         |             |
| 124  | Кукобівка с.              | Курганний могильник (археол.) | археологія  |         | курган      |
| 125  | Кукобівка с.              | Братська могила радянських воїнів, 1941, 1943; пам’ятний знак полеглим землякам (іст.)                                                                                              | історія     |         | (1941-1945) |
| 126  | Левенцівка с.             | Поселення 1, ранній залізний вік-черняхівська культура (археол.) | археологія  |         |             |
| 127  | Левенцівка с.             | Поселення 2, ранній залізний вік - черняхівська культура (археол.) | археологія  |         |             |
| 128  | Левенцівка с.             | Селище, черняхівська культура (III - IV ст. н.е.) (археол.) | археологія  |         |             |
| 129  | Левенцівка с.             | Місцезнаходження, черняхівська культура (III - IV ст. н.е.) (археол.) | археологія  |         |             |
| 130  | Левенцівка с.             | Курганний могильник (археол.) | археологія  |         | курган      |
| 131  | Левенцівка с.             | Курганний могильник (археол, середньовіччя) | археологія  |         | курган      |
| 132  | Левенцівка с.             | Братська могила учасників Громадянської війни (іст.) | історія     |         | (1918-1921) |
| 133  | Левенцівка с.             | Могила Миколи Павловича Просяника, 1943 (іст.) | історія     |         | могила      |
| 134  | Левенцівка с.             | Пам’ятний знак полеглим землякам (іст.) | історія     |         | (1941-1945) |
| 135  | Лиман Перший с.           | Курганний могильник (археол.) | археологія  |         | курган      |
| 136  | Лиман Перший с.           | Курган (археол.) | археологія  |         | курган      |
| 137  | Лиман Перший с.           | Курган (археол.) | археологія  |         | курган      |
| 138  | Лиман Перший с.           | Братська могила радянських воїнів, 1941, 1943, пам’ятний знак полеглим землякам (іст.)                                                                                              | історія     |         | (1941-1945) |
| 139  | Лиман Перший с.           | Пам’ятник Володимиру Іллічу Леніну (іст.) | історія     |         | ленін       |
| 140  | Лиман Другий с.           | Курганний могильник (археол.) | археологія  |         | курган      |
| 141  | Лиман Другий с.           | Курганний могильник (археол.) | археологія  |         | курган      |
| 142  | Лиман Другий с.           | Курганний могильник (археол.) | археологія  |         | курган      |
| 143  | Лиман Другий с.           | Курган (археол.) | археологія  |         | курган      |
| 144  | Лиман Другий с.           | Курган (археол.) | археологія  |         | курган      |
| 145  | Лиман Другий с.           | Курган (археол.) | археологія  |         | курган      |
| 146  | Лиман Другий с.           | Курган (археол.) | археологія  |         | курган      |
| 147  | Лиман Другий с.           | Курган (археол.) | археологія  |         | курган      |
| 148  | Лиман Другий с.           | Курган (археол.) | археологія  |         | курган      |
| 149  | Лиман Другий с.           | Курган (археол.) | археологія  |         | курган      |
| 150  | Лиман Другий с.           | Братська могила радянських воїнів, 1941, 1943, пам’ятний знак полеглим землякам (іст.)                                                                                              | історія     |         | (1941-1945) |
| 151  | Лиман Другий с.           | Пам’ятник Тарасу Григоровичу Шевченку (іст.) | історія     |         | Шевченко    |
| 152  | Литвинівка с.             | Поселення - 1, ранній залізний вік (археол.) | археологія  |         |             |
| 153  | Литвинівка с.             | Поселення - 2, раннє середньовічя (археол.) | археологія  |         |             |
| 154  | Литвинівка с.             | Курган (археол.) | археологія  |         | курган      |
| 155  | Литвинівка с.             | Могила Івана Євгеновича Давиденка (іст.) | історія     |         | могила      |
| 156  | Лобачі с.                 | Дуби черешчаті, ботанічна пам’ятка природи місцевого значення (природа) | природа     |         |             |
| 157  | Лобачі с.                 | Курган (археол.) | археологія  |         | курган      |
| 158  | Лобачі с.                 | Курган (археол.) | археологія  |         | курган      |
| 159  | Лобачі с.                 | Курган (археол.) | археологія  |         | курган      |
| 160  | Лобачі с.                 | Братська могила радянських воїнів, 1941, 1943, могила Леоніда Дмитровича Романова, 1941, пам’ятний знак полеглим землякам (іст.)                                                    | історія     |         | (1941-1945) |
| 161  | Лобачі с.                 | Пам’ятний знак жертвам голодомору 1932-1933 рр., політичних репресій (іст.) | історія     |         | (1932-1933) |
| 162  | Лобачі с.                 | Пам’ятник Георгію Михайловичу Димитрову (іст.) | історія     |         |             |
| 163  | Малий Бакай с.            | Курганний могильник (археол.) | археологія  |         | курган      |
| 164  | Малий Бакай с.            | Могила Петра Івановича Олійника, 1941, пам’ятний знак полеглим землякам (іст.) | історія     |         | (1941-1945) |
| 165  | Миколаївка с.             | Пам’ятний знак жертвам голодомору 1932-1933 рр. (іст.) | історія     |         | (1932-1933) |
| 166  | Мирне с.                  | Курган (археол.) | археологія  |         | курган      |
| 167  | Мирне с.                  | Курган (археол.) | археологія  |         | курган      |
| 168  | Мирне с.                  | Курган (археол.) | археологія  |         | курган      |
| 169  | Мирне с.                  | Курган (археол.) | археологія  |         | курган      |
| 170  | Мирне с.                  | Майдан (пізнє середньовіччя) | археологія  |         | майдан      |
| 171  | Михнівка с.               | Михнівський, орнітологічний заказник загальнодержавного значення (природа) | природа     |         |             |
| 172  | Михнівка с.               | Поселення, ранній залізний вік (археол.) | археологія  |         |             |
| 173  | Михнівка с.               | Курганний могильник (археол.) | археологія  |         | курган      |
| 174  | Михнівка с.               | Курганний могильник (археол.) | археологія  |         | курган      |
| 175  | Михнівка с.               | Курганний могильник (археол.) | археологія  |         | курган      |
| 176  | Михнівка с.               | Курганний могильник (археол.) | археологія  |         | курган      |
| 177  | Михнівка с.               | Курган (археол.) | археологія  |         | курган      |
| 178  | Михнівка с.               | Курган (археол.) | археологія  |         | курган      |
| 179  | Михнівка с.               | Курган (археол.) | археологія  |         | курган      |
| 180  | Михнівка с.               | Курган (археол.) | археологія  |         | курган      |
| 181  | Михнівка с.               | Майдан (пізнє середньовіччя) | археологія  |         | майдан      |
| 182  | Михнівка с.               | Пам’ятний знак полеглим землякам 1941-1945 (іст.) | історія     |         | (1941-1945) |
| 183  | Молодиківщина с.          | Селище, доба бронзи, черняхівська культура (археол.) | археологія  |         |             |
| 184  | М’якеньківка с.           | Пам’ятний знак жертвам голодомору 1932-1933 рр., політичних репресій (іст.) | історія     |         | (1932-1933) |
| 185  | М’якеньківка с.           | Пам’ятний знак полеглим землякам (іст.) | історія     |         | (1941-1945) |
| 186  | М’якеньківка с.           | Могила жертви фашизму Федора Олексійовича Каваліра, 1941 (іст.) | історія     |         | (1941-1945) |
| 187  | Мушти с.                  | Курганний могильник (археол.) | археологія  |         | курган      |
| 188  | Мушти с.                  | Курган (археол.) | археологія  |         | курган      |
| 189  | Мушти с.                  | Курган (археол.) | археологія  |         | курган      |
| 190  | Мушти с.                  | Пам’ятний знак полеглим землякам (іст.) | історія     |         | (1941-1945) |
| 191  | Нагірне с.                | Курганний могильник (археол.) | археологія  |         | курган      |
| 192  | Нагірне с.                | Курган (археол.) | археологія  |         | курган      |
| 193  | Нагірне с.                | Курган (археол.) | археологія  |         | курган      |
| 194  | Нагірне с.                | Курган (археол.) | археологія  |         | курган      |
| 195  | Нагірне с.                | Курган (археол.) | археологія  |         | курган      |
| 196  | Нова Диканька с.          | Поселення, черняхівська культура (III - V ст. н.е.) (археол.) | археологія  |         |             |
| 197  | Нова Диканька с.          | Курган (археол.) | археологія  |         | курган      |
| 198  | Нова Диканька с.          | Курган (археол.) | археологія  |         | курган      |
| 199  | Нова Михайлівка с.        | Дуб черешчатий, ботанічна пам’ятка природи місцевого значення (природа) | природа     |         |             |
| 200  | Нова Михайлівка с.        | Селище, епоха пізньої бронзи (археол.) | археологія  |         |             |
| 201  | Нова Михайлівка с.        | Курганний могильник (археол.) | археологія  |         | курган      |
| 202  | Нова Михайлівка с.        | Братська могила радянських воїнів, 1941, 1943, пам’ятний знак полеглим землякам (іст.)                                                                                              | історія     |         | (1941-1945) |
| 203  | Нова Михайлівка с.        | Пам’ятник-погруддя Михайлу Івановичу Калініну (іст.) | історія     |         |             |
| 204  | Онищенки с.               | Курганний могильник (археол.) | археологія  |         | курган      |
| 205  | Онищенки с.               | Курганний могильник (археол.) | археологія  |         | курган      |
| 206  | Онищенки с.               | Курганний могильник (археол.) | археологія  |         | курган      |
| 207  | Онищенки с.               | Курганний могильник (археол.) | археологія  |         | курган      |
| 208  | Онищенки с.               | Курган (археол.) | археологія  |         | курган      |
| 209  | Онищенки с.               | Курган (археол.) | археологія  |         | курган      |
| 210  | Онищенки с.               | Курган (археол.) | археологія  |         | курган      |
| 211  | Онищенки с.               | Курган (археол.) | археологія  |         | курган      |
| 212  | Онищенки с.               | Курган (археол.) | археологія  |         | курган      |
| 213  | Онищенки с.               | Курган (археол.) | археологія  |         | курган      |
| 214  | Онищенки с.               | Курган (археол.) | археологія  |         | курган      |
| 215  | Онищенки с.               | Майдан (пізнє середньовіччя) | археологія  |         | майдан      |
| 216  | Онищенки с.               | Пам’ятний знак полеглим землякам (іст.) | історія     |         | (1941-1945) |
| 217  | Паненки с.                | Поселення, епоха ранньої бронзи, зрубної культури епохи пізньої бронзи Паненки І (археол.)                                                                                          | археологія  |         |             |
| 218  | Паненки с.                | Курганний могильник (археол.) | археологія  |         | курган      |
| 219  | Паненки с.                | Курганний могильник (археол.) | археологія  |         | курган      |
| 220  | Паненки с.                | Курганний могильник (археол.) | археологія  |         | курган      |
| 221  | Паненки с.                | Курганний могильник (археол.) | археологія  |         | курган      |
| 222  | Паненки с.                | Курганний могильник (археол.) | археологія  |         | курган      |
| 223  | Паненки с.                | Курган (археол.) | археологія  |         | курган      |
| 224  | Паненки с.                | Курган (археол.) | археологія  |         | курган      |
| 225  | Паненки с.                | Пам’ятний знак полеглим землякам (іст.) | історія     |         | (1941-1945) |
| 226  | Паненки с.                | Місце поховання, братська могила жертв Голодомору 1932 - 1933 рр. (іст.) | історія     |         | (1932-1933) |
| 227  | Пасічники с.              | Поселення, епоха бронзи, ранній залізний вік (археол.) | археологія  |         |             |
| 228  | Пасічники с.              | Селище, епоха бронзи (археол.) | археологія  |         |             |
| 229  | Пасічники с.              | Курганний могильник (археол.) | археологія  |         | курган      |
| 230  | Пасічники с.              | Курган (археол.) | археологія  |         | курган      |
| 231  | Пасічники с.              | Курган (археол.) | археологія  |         | курган      |
| 232  | Пасічники с.              | Курган (археол.) | археологія  |         | курган      |
| 233  | Пасічники с.              | Курган (археол.) | археологія  |         | курган      |
| 234  | Пасічники с.              | Братська могила радянських воїнів, 1941, 1943, пам’ятний знак полеглим землякам (іст)                                                                                               | історія     |         | (1941-1945) |
| 235  | Паськівка с.              | Курганний могильник (археол.) | археологія  |         | курган      |
| 236  | Паськівка с.              | Курган (археол.) | археологія  |         | курган      |
| 237  | Пащенки с.                | Курганний могильник (археол.) | археологія  |         | курган      |
| 238  | Пащенки с.                | Курган (археол.) | археологія  |         | курган      |
| 239  | Пащенки с.                | Курган (археол.) | археологія  |         | курган      |
| 240  | Пащенки с.                | Майдан (пізнє середньовіччя) | археологія  |         | майдан      |
| 241  | Пащенки с.                | Пам’ятний знак полеглим землякам, (іст.) | історія     |         | (1941-1945) |
| 242  | Пащенки с.                | Пам’ятник Володимиру Іллічу Леніну (іст.) | історія     |         | ленін       |
| 243  | Пащенки с.                | Місцезнаходження, епоха бронзи (археол.) | археологія  |         |             |
| 244  | Підок с.                  | Селище епохи бронзи (археол.) | археологія  |         |             |
| 245  | Підок с.                  | Селище епохи бронзи (археол.) | археологія  |         |             |
| 246  | Підок с.                  | Селище епохи бронзи (археол.) | археологія  |         |             |
| 247  | Підок с.                  | Курганний могильник (археол.) | археологія  |         | курган      |
| 248  | Підок с.                  | Курган (археол.) | археологія  |         | курган      |
| 249  | Підок с.                  | Курган (археол.) | археологія  |         | курган      |
| 250  | Підок с.                  | Курган (археол.) | археологія  |         | курган      |
| 251  | Підок с.                  | Курган (археол.) | археологія  |         | курган      |
| 252  | Підок с.                  | Курган (археол.) | археологія  |         | курган      |
| 253  | Підок с.                  | Курган (археол.) | археологія  |         | курган      |
| 254  | Підок с.                  | Курган (археол.) | археологія  |         | курган      |
| 255  | Підок с.                  | Майдан (пізнє середньовіччя) | археологія  |         | майдан      |
| 256  | Піщане с.                 | Селище, епоха бронзи (археол.) | археологія  |         |             |
| 257  | Піщане с.                 | Селище, епоха бронзи (археол.) | археологія  |         |             |
| 258  | Піщане с.                 | Курганний могильник (археол.) | археологія  |         | курган      |
| 259  | Піщане с.                 | Курганний могильник (археол.) | археологія  |         | курган      |
| 260  | Піщане с.                 | Курган (археол.) | археологія  |         | курган      |
| 261  | Піщане с.                 | Курган (археол.) | археологія  |         | курган      |
| 262  | Піщане с.                 | Курган (археол.) | археологія  |         | курган      |
| 263  | Піщане с.                 | Курган (археол.) | археологія  |         | курган      |
| 264  | Піщане с.                 | Братська могила радянських воїнів, жертв фашизму, пам’ятний знак полеглим землякам (іст.)                                                                                           | історія     |         | (1941-1945) |
| 265  | Піщане с.                 | Пам’ятний знак жертв Голодомору 1932-1933 (іст.) | історія     |         | (1932-1933) |
| 266  | Піщане с.                 | Пам’ятник Володимиру Іллічу Леніну (іст.) | історія     |         | ленін       |
| 267  | Піщане с.                 | Пам’ятник Якову Михайловичу Свердлову (іст.) | історія     |         |             |
| 268  | Плоске с.                 | Курганний могильник (археол.) | археологія  |         | курган      |
| 269  | Плоске с.                 | Курганний могильник (археол.) | археологія  |         | курган      |
| 270  | Плоске с.                 | Курганний могильник (археол.) | археологія  |         | курган      |
| 271  | Плоске с.                 | Курганний могильник (археол.) | археологія  |         | курган      |
| 272  | Плоске с.                 | Курганний могильник (археол.) | археологія  |         | курган      |
| 273  | Плоске с.                 | Курган (археол.) | археологія  |         | курган      |
| 274  | Плоске с.                 | Курган (археол.) | археологія  |         | курган      |
| 275  | Плоске с.                 | Курган (археол.) | археологія  |         | курган      |
| 276  | Плоске с.                 | Братська могила радянських воїнів, 1941, 1943, пам’ятний знак полеглим землякам (іст.)                                                                                              | історія     |         | (1941-1945) |
| 277  | Плоске с.                 | Братська могила жертв Голодомору 1932-1933 рр. (вст.) | історія     |         | (1932-1933) |
| 278  | Плоске с.                 | Вознесенська церква, 1823-1826 (архітектура) | архітектура |         | церква      |
| 279  | Потеряйки с.              | Селище, черняхівська культура (археол.) | археологія  |         |             |
| 280  | Потеряйки с.              | Братська могила радянських воїнів, 1941, 1943, пам’ятний знак полеглим землякам (іст.)                                                                                              | історія     |         | (1941-1945) |
| 281  | Потічок с.                | Курганний могильник (археол.) | археологія  |         | курган      |
| 282  | Потічок с.                | Курган (археол.) | археологія  |         | курган      |
| 283  | Потічок с.                | Пам’ятний знак полеглим землякам, (іст.) | історія     |         | (1941-1945) |
| 284  | Прокопівка с.             | Гарячківський ліс, ландшафтний заказник місцевого значення (природа) | природа     |         |             |
| 285  | Прокопівка с.             | Поселення, ранній залізний вік (археол.) | археологія  |         |             |
| 286  | Прокопівка с.             | Поселення, ранній залізний вік та раннє середньовіччя (археол.) | археологія  |         |             |
| 287  | Пустовари с.              | Курганний могильник (археол.) | археологія  |         | курган      |
| 288  | Пустовари с.              | Курганний могильник (археол.) | археологія  |         | курган      |
| 289  | Пустовари с.              | Пам’ятний знак полеглим землякам, (іст.) | історія     |         | (1941-1945) |
| 290  | Пустовари с.              | Могила Михайла Володимировича Степанова, (іст.) | історія     |         | могила      |
| 291  | Сені с.                   | Поселення, ранній залізний вік (археол.) | археологія  |         |             |
| 292  | Сені с.                   | Курганний могильник (археол.) | археологія  |         | курган      |
| 293  | Славки с.                 | Курганний могильник (археол.) | археологія  |         | курган      |
| 294  | Славки с.                 | Братська могила радянських воїнів, підпільниці, пам’ятний знак полеглим землякам (іст.)                                                                                             | історія     |         | (1941-1945) |
| 295  | Слюсарі с.                | Курган (археол.) | археологія  |         | курган      |
| 296  | Слюсарі с.                | Курган (археол.) | археологія  |         | курган      |
| 297  | Сухорабівка с.            | Кут, заповідне урочище (природа) | природа     |         |             |
| 298  | Сухорабівка с.            | Каленики II, місцезнаходження, епоха бронзи (археол.) | археологія  |         |             |
| 299  | Сухорабівка с.            | Курганний могильник (археол., пізнє середньовіччя) | археологія  |         | курган      |
| 300  | Сухорабівка с.            | Курганний могильник (археол.) | археологія  |         | курган      |
| 301  | Сухорабівка с.            | Курганний могильник (археол.) | археологія  |         | курган      |
| 302  | Сухорабівка с.            | Курганний могильник (археол.) | археологія  |         | курган      |
| 303  | Сухорабівка с.            | Курган (археол.) | археологія  |         | курган      |
| 304  | Сухорабівка с.            | Курган (археол.) | археологія  |         | курган      |
| 305  | Сухорабівка с.            | Курган (археол.) | археологія  |         | курган      |
| 306  | Сухорабівка с.            | Братська могила радянських воїнів, 1941, 1943, пам’ятний знак полеглим землякам (іст.)                                                                                              | історія     |         | (1941-1945) |
| 307  | Твердохліби с.            | Пам’ятний знак полеглим землякам (іст.) | історія     |         | (1941-1945) |
| 308  | Твердохліби с.            | Поселення 1, раннє середньовіччя (археол.) | археологія  |         |             |
| 309  | Твердохліби с.            | Поселення 2, ранній залізний вік (археол.) | археологія  |         |             |
| 310  | Тури с.                   | Курганний могильник (археол.) | археологія  |         | курган      |
| 311  | Федіївка с.               | Курганний могильник (археол.) | археологія  |         | курган      |
| 312  | Федіївка с.               | Пам’ятний знак полеглим землякам (іст.) | історія     |         | (1941-1945) |
| 313  | Федіївка с.               | Пам’ятник Сергію Мироновичу Кірову (іст.) | історія     |         |             |
| 314  | Федіївка с.               | Могила Мефодія Павловича Лукашенка (іст.) | історія     |         | могила      |
| 315  | Федіївка с.               | Могила Степана Андрійовича Мазничка (іст.) | історія     |         | могила      |
| 316  | Федіївка с.               | Могила Назара Зіновійовича Федія (іст.) | історія     |         | могила      |
| 317  | Федіївка с.               | Могила Григорія Петровича Федія (іст.) | історія     |         | могила      |
| 318  | Фрунзівка с.              | Поселення, ранній залізний вік (археол.) | археологія  |         |             |
| 319  | Фрунзівка с.              | Курганний могильник (археол.) | археологія  |         | курган      |
| 320  | Фрунзівка с.              | Курганний могильник (археол.) | археологія  |         | курган      |
| 321  | Фрунзівка с.              | Курган (археол.) | археологія  |         | курган      |
| 322  | Фрунзівка с.              | Могила жертви фашизму Семена Павловича Маценка (іст.) | історія     |         | (1941-1945) |
| 323  | Хоружі с.                 | Поселення, черняхівська культура (III - IV ст. н.е.) (археол.) | археологія  |         |             |
| 324  | Хоружі с.                 | Поселення, зрубна (XV - XIV ст. до н.е.), бон-дарихинська (XII - X ст. до н.е.), пеньківська (V - VII ст.) культури (археол.)                                                       | археологія  |         |             |
| 325  | Хоружі с.                 | Курганний могильник (археол., пізнє середньовіччя) | археологія  |         | курган      |
| 326  | Хоружі с.                 | Курганний могильник (археол., пізнє середньовіччя) | археологія  |         | курган      |
| 327  | Хоружі с.                 | Курган (археол.) | археологія  |         | курган      |
| 328  | Хоружі с.                 | Курган (археол.) | археологія  |         | курган      |
| 329  | Хоружі с.                 | Курган (археол.) | археологія  |         | курган      |
| 330  | Хоружі с.                 | Курган (археол.) | археологія  |         | курган      |
| 331  | Хрещате с.                | Курганний могильник (археол.) | археологія  |         | курган      |
| 332  | Хрещате с.                | Курган (археол.) | археологія  |         | курган      |
| 333  | Хрещате с.                | Курган (археол.) | археологія  |         | курган      |
| 334  | Хрещате с.                | Курган (археол.) | археологія  |         | курган      |
| 335  | Хрещате с.                | Курган (археол.) | археологія  |         | курган      |
| 336  | Хрещате с.                | Курган (археол.) | археологія  |         | курган      |
| 337  | Хрещате с.                | Курган (археол.) | археологія  |         | курган      |
| 338  | Хрещате с.                | Майдан (пізнє середньовіччя) | археологія  |         | майдан      |
| 339  | Хрещате с.                | Пам’ятний знак жертвам Голодомору 1932-1933 рр. | історія     |         | (1932-1933) |
| 340  | Шамраївка с.              | Курганний могильник (археол.) | археологія  |         | курган      |
| 341  | Шамраївка с.              | Курганний могильник (археол.) | археологія  |         | курган      |
| 342  | Шамраївка с.              | Курган (археол.) | археологія  |         | курган      |
| 343  | Шамраївка с.              | Курган (археол.) | археологія  |         | курган      |
| 344  | Шамраївка с.              | Курган (археол.) | археологія  |         | курган      |
| 345  | Шамраївка с.              | Курган (археол.) | археологія  |         | курган      |
| 346  | Шамраївка с.              | Братська могила учасників Громадянської війни (іст.) | історія     |         | (1918-1921) |
| 347  | Шамраївка с.              | Братська могила радянських воїнів, 1941, 1943, пам’ятний знак полеглим землякам (іст.)                                                                                              | історія     |         | (1941-1945) |
| 348  | Шарлаї с.                 | Курганний могильник (археол.) | археологія  |         | курган      |
| 349  | Шарлаї с.                 | Курган (археол.) | археологія  |         | курган      |
| 350  | Шевченкове с.             | Курган (археол.) | археологія  |         | курган      |
| 351  | Шевченкове с.             | Братська могила радянських воїнів, 1941, 1943, пам’ятний знак полеглим землякам (іст.)                                                                                              | історія     |         | (1941-1945) |
| 352  | Шевченкове с.             | Пам’ятний знак жертвам Голодомору 1932- 933 (іст.) | історія     |         | (1932-1933) |
| 353  | Шевченкове с.             | Могила Катерини Сергіївни Коваленко (іст.) | історія     |         | могила      |
| 354  | Шевченкове с.             | Могила жертви фашизму Олени Юхимівни Куш-нарьової (іст.) | історія     |         | (1941-1945) |
| 355  | Шилівка с.                | Курганний могильник (археол.) | археологія  |         | курган      |
| 356  | Шилівка с.                | Курган (археол.) | археологія  |         | курган      |
| 357  | Шилівка с.                | Пам’ятник землякам - учасникам російсько-японської та першої світової воєн (іст.)                                                                                                   | історія     |         | (1918-1921) |
| 358  | Шилівка с.                | Братська могила радянських воїнів, 1941, 1943, пам’ятний знак полеглим землякам (іст.)                                                                                              | історія     |         | (1941-1945) |
| 359  | Шилівка с.                | Пам’ятний знак жертвам Голодомору 1932 -1933 рр. (іст.) | історія     |         | (1932-1933) |
| 360  | Шилівка с.                | Пам’ятник Дмитру Андрійовичу Фурманову (іст.) | історія     |         |             |
| 361  | Шкурупії с.               | Курганний могильник (археол.) | археологія  |         | курган      |
| 362  | Шкурупії с.               | Пам’ятний знак полеглим землякам (іст.) | історія     |         | (1941-1945) |
| 363  | Шкурупіївка с.            | Поселення, доба бронзи, ранній залізний вік (археол.) | археологія  |         |             |
| 364  | Шкурупіївка с.            | Пам’ятний знак полеглим землякам (іст.) | історія     |         | (1941-1945) |
| 365  | Шкурупіївка с.            | Братська могила Григорія Леонтійовича Голубенка,. і невідомого солдата (іст.) | історія     |         | (1941-1945) |
| 366  | Шрамки с.                 | Курганний могильник (археол., пізнє середньовіччя) | археологія  |         | курган      |
| 367  | Шрамки с.                 | Курганний могильник (археол.) | археологія  |         | курган      |
| 368  | Шрамки с.                 | Майдани (пізнє середньовіччя) | археологія  |         | майдан      |